# Ecco the Dolphin: Defender of the Future
Ecco the Dolphin: Defender of the Future est un jeu vidéo de type action-aventure sorti en 2000 sur Dreamcast et en 2002 sur PlayStation 2. C'est le premier jeu de la série Ecco the Dolphin à être réalisé en 3D.
La storyline, le scénario et l'introduction du jeu ont été écrits par le romancier David Brin,

## Présentation
7 ans après Ecco the Dolphin, Appaloosa Interactive décide de replonger dans l’univers du célèbre dauphin de Sega. Adapté sur Dreamcast, Ecco devient un jeu en 3D qui vous immerge entièrement dès les premiers instants.

## Synopsis
À l'aube du 30e siècle, hommes et dauphins vivent en harmonie depuis 500 ans dans une société inter-espèces. Ils entreprennent d'explorer l'espace et d'apporter la paix aux peuples qu'ils rencontrent et qui les acceptent mais face à une espèce alien belliqueuse, décidée à envahir et conquérir la Terre, l'alliance entre en guerre contre l'Ennemi. Conduit au bord de la défaite, l'Ennemi précipite alors ses derniers vaisseaux sur Terre en attaques suicides et tente de briser le champ de force protégeant la planète - un dispositif nommé Gardien et reposant dans la cité légendaire d'Atlantis. Trouvant son point faible, l'Ennemi parvient à briser le Gardien et s’apprête à poser sa flotte mère sur Terre. Ecco, un jeune dauphin resté sur Terre, est alors dépêché pour rejoindre Atlantis et reconstitué le Gardien avant l'invasion. Malheureusement, il est trop tard et l'Ennemi en arrivant sur la planète provoque une rupture dans l'espace-temps, dispersant les atouts nobles des dauphins : intelligence, ambition, compassion, sagesse et humilité. Privés de leurs traits, l'histoire est modifiée, l'alliance ne voit jamais le jour et l'Ennemi peut régner sur Terre. Ecco, précipité dans le flux du temps, doit retrouver les traits perdus de son espèce pour sauver la planète. 
L'histoire se déroule en 4 chapitres, le devenir de la planète changeant à chaque fois en fonction des atouts retrouvés : 
- l'Île de la Tranquillité : le chapitre de départ, un monde de paix et d'équilibre jusqu'à l'arrivée de l'Ennemi,
- le Cauchemar des Hommes : privé de tous leurs traits, les dauphins ont été asservis par l'humanité qui a exploité et pollué la Terre jusqu'à provoquer sa propre extinction, les dauphins continuent de servir un maître disparu dans un monde dévasté,
- le Cauchemar des Dauphins : intelligence et ambition retrouvées, les dauphins chassent les Hommes et règnent en maîtres cruels dans les mers, fonctionnant en clans, ils n'hésitent pas à asservir les plus faibles d'entre eux,
- le Domaine de l'Ennemi : le chapitre final, l'Ennemi a conservé le trait d'humilité, l'alliance s'est formée mais fut totalement inconsciente du danger et a été vaincue, Ecco doit pénétrer dans le vaisseau mère et détruire le cœur de l'Ennemi.

## Système de jeu
L’univers en 3D offre de nouvelles possibilités de mouvements. Le sonar, la charge et l'accélération sont toujours présents avec de nouvelles combinaisons : Ecco peut réaliser un « roulé boulé » pour attaquer ou esquiver, il peut freiner brutalement, nager en arrière ou se dresser à la verticale hors de l'eau afin d'observer son environnement.
Ecco dispose aussi de pouvoirs physiques temporaires via l'obtention de cristaux :
- le pouvoir de vigueur (nage rapide et charge violente),
- le pouvoir du sonar (un rayon d'énergie remplace le sonar afin de détruire les rochers et les ennemis),
- le pouvoir de l’air (réserve d’air doublée),
- le pouvoir d’endurance (réserve de vie doublée),
- le pouvoir d’invisibilité.

Autre nouveauté : l'apprentissage de chants qui permettent d’interagir avec d'autres espèces marines afin de progresser dans l'aventure.
Le joueur a la possibilité de changer d'angle de caméra à n'importe quel moment et d'opter soit pour une vue rapprochée soit éloignée et libre. Un angle de vue latérale gauche-droite est également possible en maintenant appuyée une gâchette gauche ou droite.
En plus des codes permettant d'accéder à un niveau précis, le jeu intègre désormais un système de sauvegarde (le Visual Memory Unit (VMU) reste nécessaire pour sauvegarder sur Dreamcast).

## Suite
Ecco the Dolphin II: Sentinels of the Universe prévu sur Dreamcast fut annulé à la suite de l'arrêt de commercialisation de la console et du retrait de Sega sur le marché en 2001. Un prototype fonctionnel du jeu révèle que le développement du jeu était assez avancé.